# Staņislavs Petkēvičs

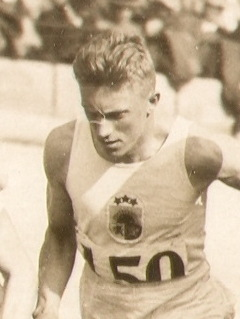

Staņislavs Petkēvičs (polnisch Stanisław Petkiewicz; * 7. November 1908 in Riga; † 29. Dezember 1960 in Buenos Aires, Argentinien) war ein lettisch-polnischer Mittel- und Langstreckenläufer.
Bis 1928 startete er für Lettland. Bei den Olympischen Spielen 1928 in Amsterdam kam er über 5000 m auf den siebten und über 10.000 m auf den 15. Platz.
Von 1926 bis 1928 wurde er dreimal in Folge Lettischer Meister über 5000 m, 10.000 m und im Crosslauf, 1927 und 1928 über 1500 m und 1928 über 800 m.
Ab 1929 startete er für Polen. 1929 wurde er Polnischer Meister im Crosslauf, 1930 und 1931 über 800 m. 1929 wurde er nach einem Sieg über Paavo Nurmi zum polnischen Sportler des Jahres gewählt.
Die Aberkennung des Amateurstatus verhinderte 1932 eine weitere Teilnahme an den Olympischen Spielen. Ab 1934 trainierte er die polnische Nationalmannschaft. 1939 wanderte er nach Argentinien aus, wo er als Sportlehrer arbeitete und 1945 das Instituto de Cúltura Física gründete.

## Persönliche Bestzeiten
- 800 m: 1:56,2 min, 14. September 1930, Brünn
- 1500 m: 3:57,2 min, 14. Juni 1930, Warschau
- 1 Meile: 4:19,6 min, 27. Oktober 1929, Stockholm
- 3000 m: 8:27,8 min, 28. August 1930, Helsinki
- 5000 m: 15:01,0 min, 27. August 1930, Helsinki
- 10.000 m: 32:09,0 min, 14. Juli 1929, Lemberg